# Zerind (gmina)
Zerind – gmina w Rumunii, w okręgu Arad. Obejmuje miejscowości Iermata Neagră i Zerind. W 2011 roku liczyła 1320 mieszkańców.